# Каленські
Кале́нські — овруцький шляхетський рід, що належав до так званої заушської (за річкою Уж) застінкової шляхти. Внесений до 6-ї частини («давні шляхетські роди») Родословної книги Волинської губернії.
Найперша згадка Каленських відноситься до 1570 року: землевласник-шляхтич з Білошиць (нині село в Коростенському районі Житомирської області) Богдан Йосипович Каленський згадується в грамоті короля Сигізмунда II Августа шляхтичам Білошицьким на права і вольності (грамота датована 4 лютим 1570 року):
|  | …Земляни наші Київської землі заушськіе з Ходаков благородні Василь Меленевич Тупочаловскій, Антон Ігнатьєв і есьмь Петрович з Дідковичі, Богдан Єськович Каленський, Василь Манькевіч Ходаковський, Іван Юрійович Багриновский, Василь Кнішовіч і Григорій Кнішовіч з Белошіц просили, що вони з давніх грамот правами і свободами користувалися з давніх часів… |

Той же Богдан Каленський згадується в списку київських і овруцьких землевласників (1581).
За даними Володимира Антоновича навколо Овруча жило близько 50-ти родів застінкої шляхти, серед яких рід Каленських був одним з найчисленних (люстрація 1683 року вказує на Левківських як на найчисленніший рід овруцької застінкої шляхти).